# Royaume de Bandjoun
1552–1926
L'État de Bandjoun (en homalah : Gouong ha Djo), plus communément appelé Bandjoun (issu de l'expression coloniale Ba djo) est un ancien état d'Afrique centrale situé dans ce qui correspond aujourd'hui à l'actuelle région de l'Ouest du Cameroun. Il fut fondé au XVIe siècle par le prince Notchweghom alors exilé avec sa cour à la suite de son éviction de la succession royale de Leng. Sous le règne des héritiers de Notchwegom, le Bandjoun s'imposa comme une des puissances majeures du Grassland.
De sa fondation jusqu'au règne de Fotso II, le royaume s’engagea dans une politique impérialiste où nombre d'États voisins furent soumis et annexés.
Ce projet d'hégémonie sur la vallée du Noun s’interrompit subitement avec l'arrivée des Européens à la fin du xixe siècle. Radicalement opposé à la tentative de christianisation des Grassfields par les missionnaires protestants puis catholiques, le Bandjoun devint la cible principale des puissances colonisatrices.
À la mort du Foh Fotso II, un coup d’État soutenu par l'armée française chassa le successeur désigné Bopda et installa son demi-frère Kamga Joseph Manewa, baptisé et fidèle à l'Empire colonial, sur le trône. Suivant ce bouleversement politique, Bandjoun s’engagea aux côtés du régime d'Ahidjo et de la France contre les insurgés de l'UPC.
Au lendemain de la guerre du Cameroun, le pays désormais plus reconnu comme tel car rattaché au Cameroun nouvellement indépendant, connut une révolution sociale et une décadence au cours de laquelle le christianisme se développa au détriment des anciennes traditions entraînant une progressive disparition des savoirs ancestraux.

## Étymologie
En ghomala, langue parlée dans la région, le territoire de Bandjoun était officiellement désigné sous le nom de Gouong ha Djo ou Gung ha Djo , signifiant littéralement « l’État de Djo » ou « la Nation de Djo ». Le terme Gouong fait référence à un territoire défini, administré par une autorité centrale représentée par le Fô, figure souveraine du pouvoir local. Ce terme, souvent traduit par « chefferie » en français, correspondrait davantage à la notion moderne d’État-nation,.
Le nom Djo provient de l’expression signifiant « acheter » et peut, selon le contexte, désigner « acheteur » ou « ce qui est acheté ». Dans ce contexte, l'expression Gouong ha djo peut être compris comme signifiant "Le pays des acheteurs".
Le nom français « Bandjoun » est une adaptation issue de la période coloniale. L’administration française, influencée par une classification précoce des populations bamiléké comme appartenant au groupe bantou, a ajouté le préfixe « Ba’ », courant dans plusieurs langues bantoues pour désigner un peuple ou une communauté. Ainsi, « Ba’Djo » a été utilisé pour désigner les habitants du Djo. Ce préfixe est cependant absent en ghomala, et des études ultérieures ont remis en question l’affiliation bantoue des peuples de cette région,.
Les habitants eux-mêmes utilisaient les expressions  Po a djo ou Todjom  pour se désigner, tandis que le territoire était traditionnellement appelé La a Djo signifiant « la terre de Djo ».

## Histoire

### Origines: deBalengà Doubouh

#### La querelle de Nèpenguè
Vers le XVIe siècle, une chefferie appelée Baleng qui venait de conquérir le territoire Nèpenguè et dont le chef était le roi Fondoup fut le théâtre d'une querelle de succession qui sera à l'origine de la fondation du royaume des Pe Djo. Alors que l'un de ses fils du nom de Notam Chwegom encore appelé Notchwegom selon des sources toutes bien renseignées, dirigeait son armée faite des meilleurs archers de la région et avait toutes les raisons d'estimer que la succession de son père lui échoirait, ce dernier lui a préféré un de ses frères consanguins du nom de Tchoungafo. Celui-ci fut ainsi intronisé roi Baleng à la mort du roi Fondoup. Plutôt que de rester sous la férule royale de ce concurrent au trône ou de déclencher une guerre de succession, le prince Notam Chwegom prit le parti de s'exiler du royaume Baleng pour aller établlir son propre royaume où il trouverait une terra nullius accueillante pour ses ambitions. Le roi Dubuh fut sa bouée de sauvetage car il lui permit de s'installer à la lisière de son royaume en bordure du Noun, et à plusieurs lieues de son village d'origine Baleng. Nous étions alors aux alentours des années 1560-1570. Les lecteurs sont invités à se référer au momument chronologique qui trône dans la grande cour de la chefferie Baleng et sur laquelle figure la liste des souverains Baleng. Le roi Fondoup en est le premier en tant que fondateur du royaume et le roi Tchoungafo en est le second en tant que son héritier.
L'émergence du royaume Baleng sous le roi Fondoup a été un processus complexe au cours duquel ce dernier a du compter sur une armée disciplinée et experte dont une des divisions était constituée d'Archers extrêmement habiles et réputés. Il dût également s'appuyer sur des notabilités locales qui usèrent de leur influence pour faciliter son entreprise d'annexion des territoires qu'il convoitait. Certaines sources citent notamment un certain prince qui assurait les fonctions de Kwipu, seconde personnalité dudit territoire et qui fit progresser sa puissance et son influence jusqu'à prendre le contrôle de Nepènguè avec l'aide de quelques notables. Nepènguè fut donc annexé par le roi Fondoup et ses trouves et il y installèrent ce qui est aujourd'hui connu sous le nom de Baleng.
Le prince Notam Chwegom ou Notchwegom s'installa à l'est de la chefferie Dubuh, aidé par son roi et soutenu par sa mère Matsotio qui avait quitté la chefferie Baleng afin de ne pas se faire « laver » par le jeune roi Tchoungafo. Cette dernière deviendra ainsi la première reine-mère du royaume des Pe Djo, et également soutenu par des notables qui avaient fait dissidence lors de l'intronisation de Tchoungafo à Baleng.

#### La fondation de La'Djo
Notam Chwegom créa la chefferie La'Djo à proximité des chefferies Dubuh, Mouwè, Soung, Moudjo, Bem et Wè. En tant que talentueux chasseur, le jeune roi agrandit sa chefferie en s'associant à des personnes qu'il initiait à la chasse et en accueillant des réfugiés d'autres chefferies. Il entreprit également d'acquérir tout ce qui pouvait agrandir son royaume et notamment les terres, le bétail, les servants qu'il affranchissait ainsi que toutes sortes de biens qu'il jugeait utiles pour le prestige de son jeune royaume. Mais le principal moteur de développement démographique de la chefferie est l'appropriation d'esclaves destinés à être vendus et envoyé au-delà de l'Atlantique, pour les sauver et leur accorder la liberté au sein du territoire. Impressionné par le jeune roi, le roi Dubuh le prit en affection et lui donna sa fille Kapchie en mariage. Celle-ci fut chaudement accueillie par la reine-mère Matsotio qui lui enseigna tous les rudiments d'une rôle de grande reine. Au decès du roi Dubuh, le jeune roi annexa purement et simplement son royaume et procéda à l'agrandissement de Lah Pe Djo, aprèsd que son épouse la reine Kapchie lui eût permis de gagner l'énigme du Kwê pê de son père. En effet, seul celui qui en était déposaitaire pouvait être considéré comme héritier du roi. Or vers la fin de vie de son père, Kapchie sût le convaincre de lui confier son Kwê pê afin déviter qu'une guerre entre ses notables ne détruisit toute son œuvre. C'est ainsi qu'elle remit cet anneau à son amoureux qui dût la brandir au lendemain du décès du roi Dubuh et qui lui permit d'être reconnu par tous comme le nouveau roi Dubuh. Le fusion des deux royaume permit de développer un idiome nouveau fait du baleng et du Dubuh, ce qui donna le bandjoun. La jeune Reine gratifiera le roi d'un fils du nom de Du'gniechom. 

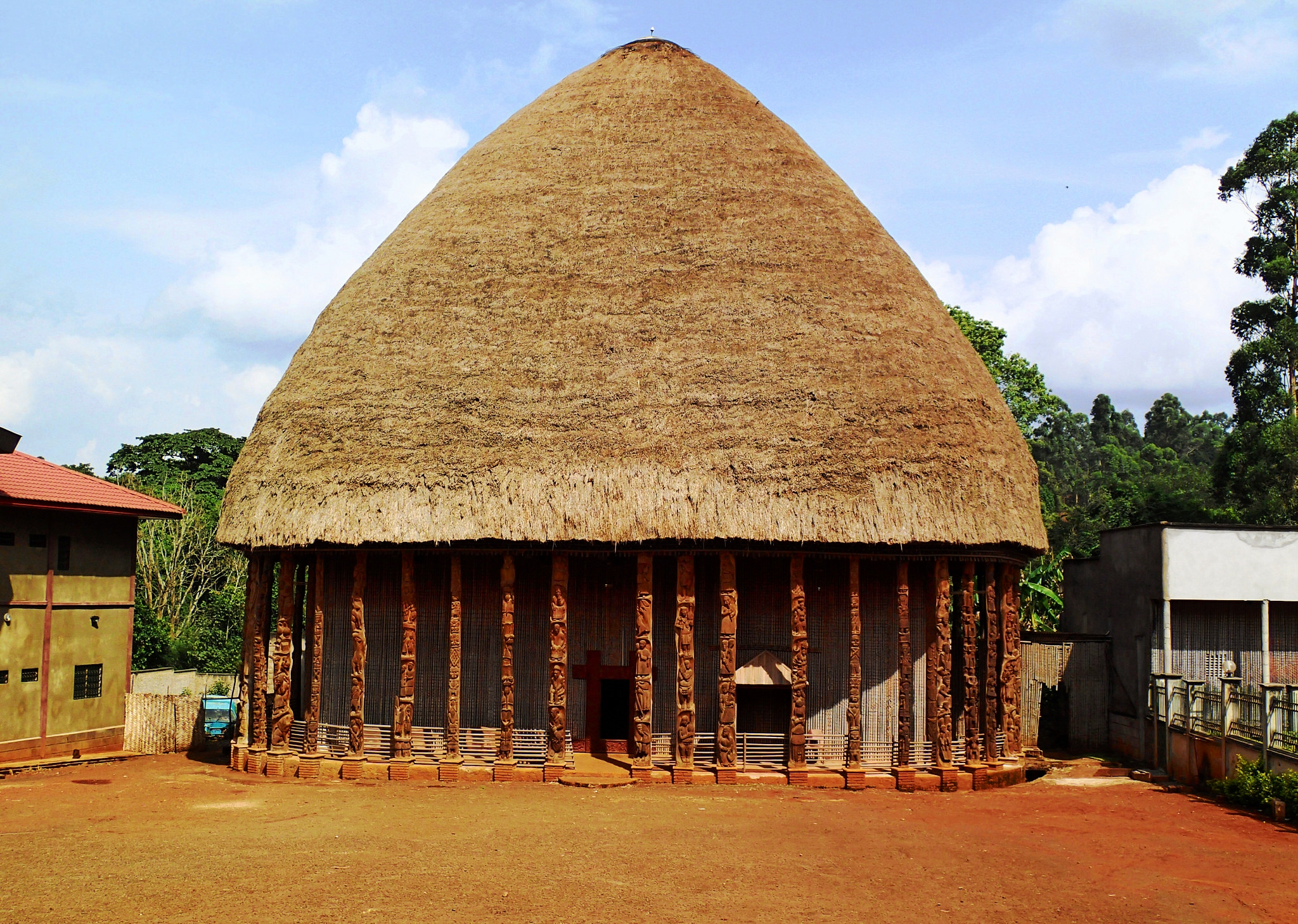
Le Chengbundyeh (temple-palais) de Bandjoun, symbole emblématique du pouvoir royal.
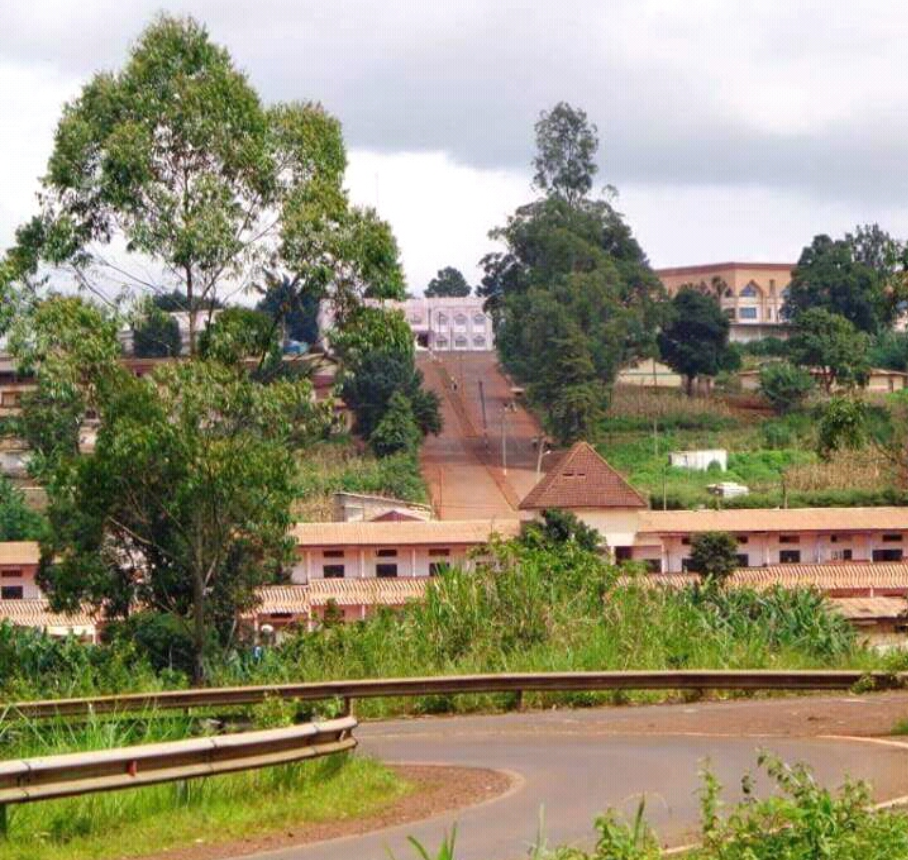
Quartier de La'djo
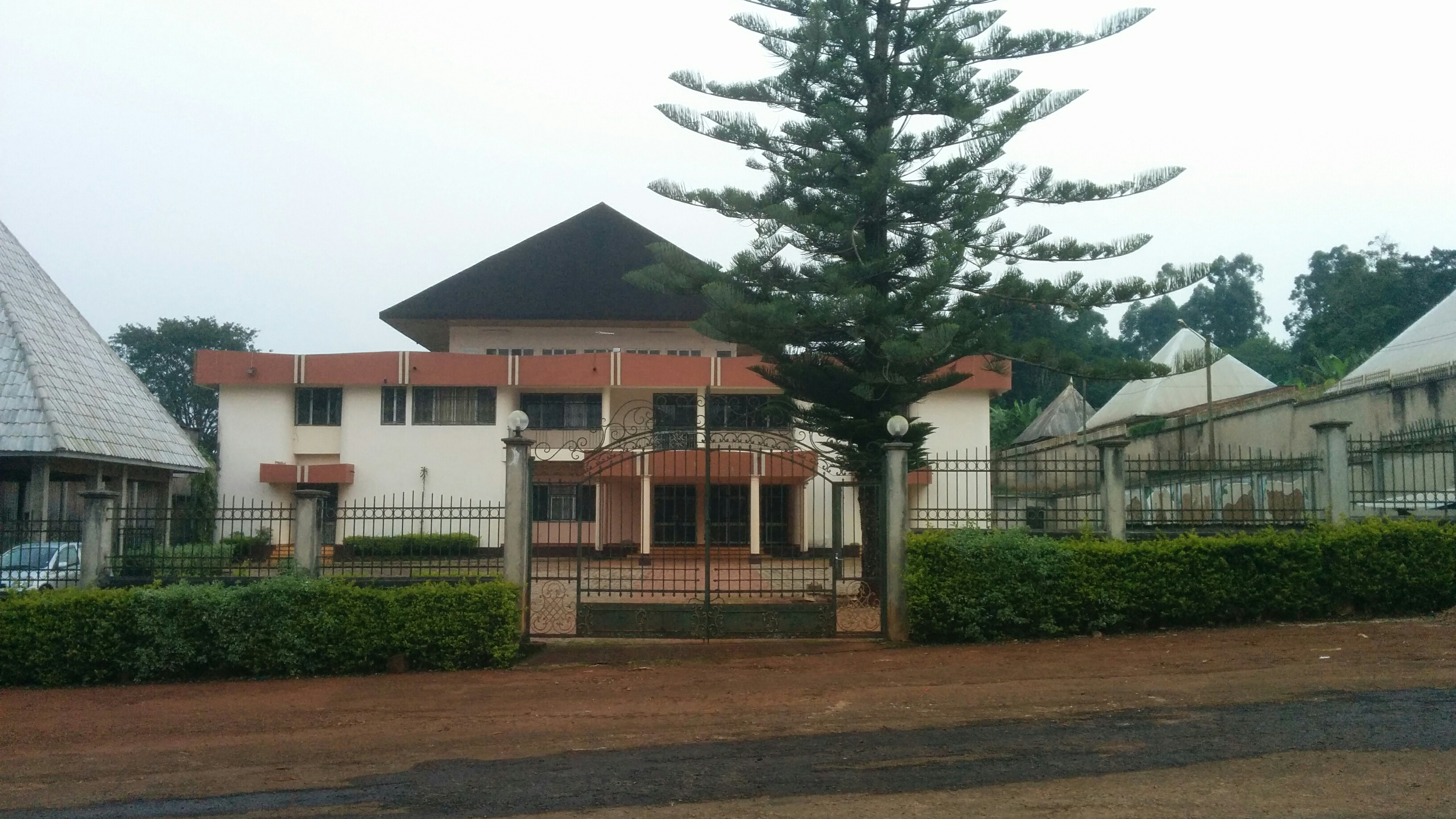
Maison de la dynastie La'djo

### L’expansion du royaume
Les successeurs de Notam Chwegom vont agrandir le territoire du royaume en conquérant les autres chefferies voisines.
Duh'gniechom, second roi de La'Djo, transféra la capitale à Tseleng. Il suivit la même politique que son père : il continua l’accueil de réfugiés et d'esclaves et organisa les nouvelles populations.
Notuom I continua le travail d'expansion du royaume en affrontant Bafoussam et Bamougoum. Sous son règne, La'Djo entra en guerre contre la chefferie Baham à la suite de la fugue de sa fille, la princesse Moguem, en Baham motivée par sa volonté de devenir épouse du Fo Baham. Baham fut vaincue et annexée par Notuom I.
Notouom II succéda à Notouom I et connût lui aussi un règne de conquêtes. Notouom III quant à lui fut un roi très pieux, et grand serviteur du Si Tchiyepo. Le roi Bedhepa succéda à Notouom III et eût un long règne qui dura un peu plus de 40 ans. À son décès, le roi Kapto lui succéda mais disparût mystérieusement d'une noyade quelques mois après son intronisation. Durant le règne du roi Kaptuè, l'ensemble du plateau Bamiléké est victime d'une invasion par les Panyu (ou Tchamba-Bali), c'est la guerre Binamo-Panyeu. La'Djo connu des premières défaites et Kaptuè dût se replier dans le royaume Bansoa afin de construire une coalition avec d'autres rois alliés et repartir à la conquête de ses terres. Les différents États Bamilékés formèrent donc une alliance militaire sous sa férule et repoussèrent les envahisseurs hors du plateau.
Le règne du roi Kamga Ier entraîna La'Djo dans une politique impérialiste majeure. Bamoungoun et Bameka tombèrent, mais ne furent pas annexées.
Fotso Ier déplace la capitale de Tsecha à son emplacement actuel, à Hiala, à cause d'une crue inattendue du Noun. Il défendit le chef de Bapa, qui devint un protectorat de La'Djo. Il soumit Badenkop, Batoufam et Bangou. Bayangam attaqua La'Djo afin de défendre Batoufam et échoua et dut faire un acte d'allégeance envers La'Djo et lui payer régulièrement un tribut. Fotso poussa ses conquêtes jusqu’à Bagangté afin de défendre Bandrefam.

### De l'époque coloniale au déclin

#### La période allemande

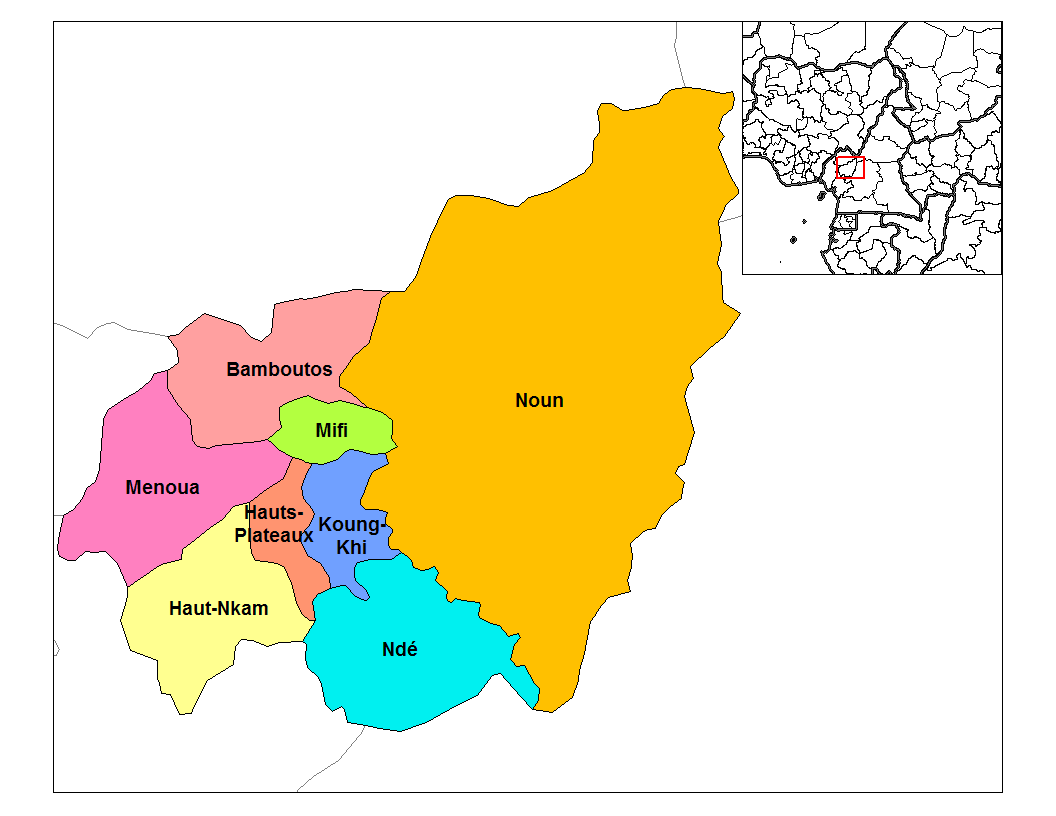
Avant le règne de Fotso II, La'djo comprenait le Khoung-Khi, une partie du Mifi et les Hauts-Plateaux. Aujourd'hui, la chefferie principale exerce une influence sur le Khoung-Khi, uniquement.

Le Fo Fotso II succède à son frère, il consolida les conquêtes de ce dernier et agrandit La'Djo jusqu'à Bafoussam. Mais ses ambitieux projets de domination du plateau et de réorganisation du royaume furent stoppés par les Allemands. Lorsque ceux-ci entrent en contact avec La'Djo, le pays contrôle Bahouang, Batouffam, Bandrefam, Bagang Fokam, Badenkop, Bapa, Bayangam et une vingtaine d'autres chefferies gérés par des sous-chefs vassaux. Les Allemands ne tentèrent aucune offensive contre le royaume, et vice-versa.
L'arrivée de l'Empire Allemand coïncida avec l'implantation de plusieurs missionnaires évangéliques dans le royaume, et notamment les pères palotins. Des écoles et dispensaires ouvrirent malgré la réticence des notables.
Fotso s'opposa fermement à la construction d'églises et aux opérations religieuses des missionnaires en les expulsant.
Les mesures de Fotso contre la prolifération du christianisme firent preuves et le royaume conserva son identité spirituelle d'origine ainsi que son intégrité culturelle.

#### L'opposition avec les Français et le coup d'État de Kamga Manewa (1916-1949)
Lors de la Première Guerre mondiale, les Français, les Britanniques et les Belges envahissent le Cameroun dont la majeure partie passe sous mandat français. La France adopta une position offensive contrairement à son prédécesseur et entra en conflit avec Djo. 

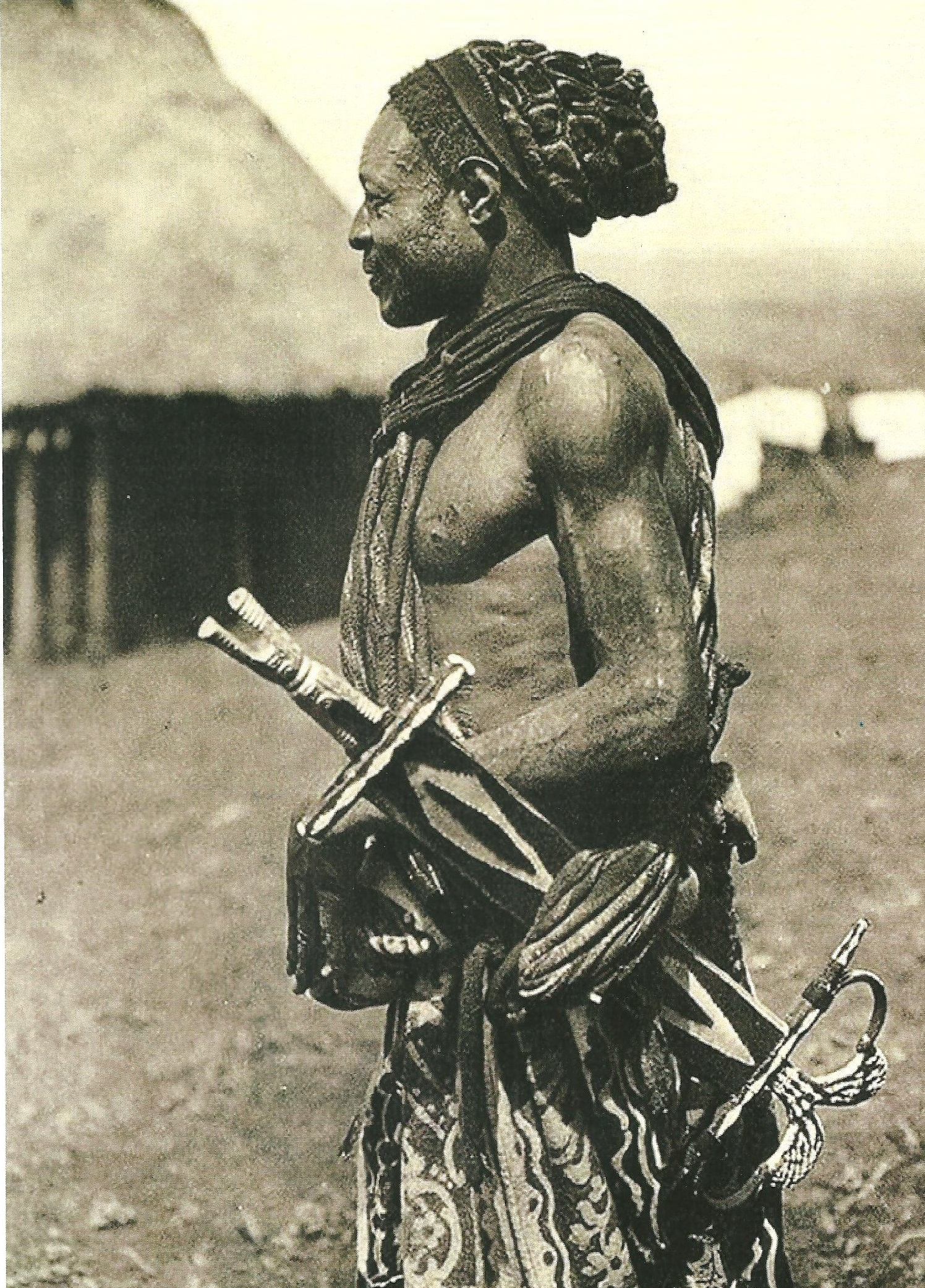
Fotso II.

Fotso II en fin de vie choisit son fils, le prince MBobda, pour lui succéder au trône. Ce dernier fut écarté par son frère le prince Kamga qui était le prince favori de l'Église catholique et des Français.
Après la mort de Fotso II, le Kam'vu interna MBobda Magne afin de le préparer à la couronne, mais Kamga Menewa et, ses fidèles s'opposèrent à MBobda Magne qui, fut détrôné en 1924 car, il y était déjà intronisé en 1920 juste après son défunt père Fô Fotso 2 mais étant germanophile (Allemand) donc Protestant, il ne pouvait plus exercer sous le règne nouveau qui fut français.
Alliés à la France et l'église catholique, ils orchestrèrent un coup d'État et chassèrent le prince héritier puis érigèrent Kamga (qui était Francophile) comme souverain en 1925. Le Conseil de La'djo trahit la volonté de Fotso II et proclama le désormais dénommé Kamga II, souverain.
L'histoire du royaume et peuple Bandjoun ne se racontent pas comme il se doit mais, des témoignages encore vivant en parlent dans le Haut-Nkam-Menoua et le Noun. La longévité de Kamga Menewa s'explique par le retour de Fô Mbobda Magne et qui coutumièrement fut installé à Mbô par Bandjoun et administrait coutumièrement le village et, administrativement auprès de l'état, son frère Kamga Menewa représentait le village et c'est ainsi que la paix reprit peu à peu jusqu'au départ de Kamga Menewa en 1975 mais son frère continua de vivre jusqu'en 1982.

#### La guerre civile
À la suite de la désignation de Kamga II, le royaume se scinda en deux et connut une guerre civile opposant les concessions favorables à Kamga et aux Français avec les concessions liées à l’héritage de Fotso et des ancêtres fondateurs. Les partisans de Kamga prirent le nom de Kamseses. Ce violent affrontement fragilisa le pays.
Le parti de Kamga l'emporta sur les derniers fidèles à la politique de Fotso II, certains d'entre-eux issus de la famille royale s'exilèrent ou furent tués. Mais la victoire de Kamga ne signa pas pour autant la soumission de l'ensemble du royaume aux Français.

#### Laguerre du Camerounet la guerre Bamiléké (1950 à 1970)

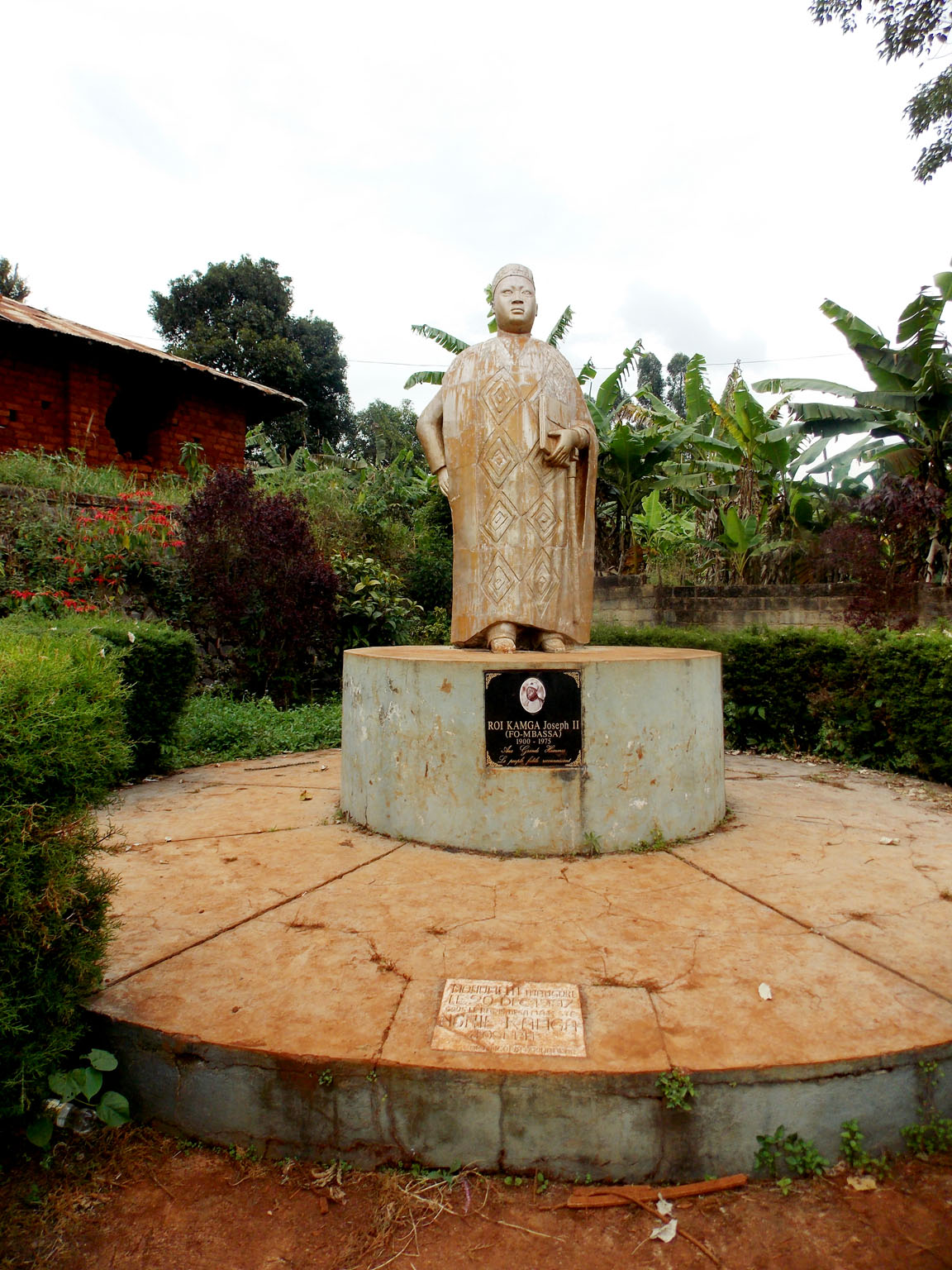
Statue de Kamga II

Durant la guerre du Cameroun qui opposa l'autorité coloniale française puis le gouvernement camerounais aux indépendantistes du jeune pays, le nouveau gouvernement de La'djo se rangea du côté des Français. Kamga II œuvra dans l’intérêt des colons et dénonça tous les dirigeants de l'opposition qui se réfugiaient dans ses terres.
Afin de répondre à une rébellion dont l'ampleur atteignait la ville de Douala et même Yaoundé, le gouvernement français, dirigé par De Gaulle et soutenu par le gouvernement camerounais, décida de commencer une opération d'envergure. Les Bamilékés constituent l'ethnie la plus importante du pays et étaient à l'origine de la contestation de l'autorité gouvernementale,.
La violente répression, qui fit de nombreuses victimes au sein de l'ethnie, étouffa la révolte. L'assassinat des dirigeants de l'Union des populations du Cameroun mit fin au conflit. La position du royaume dans la guerre lui épargna d'être touché par les opérations militaires de la France

#### Christianisation et déclin
Depuis 1925, les rois Bandjoun ont adopté la religion catholique, tout en continuant à pratiquer la polygamie. Lors de la proclamation d'indépendance, le pays fut introduit à l'actuel territoire du Cameroun comme tous les royaumes voisins.
À partir de la mort de Kamga II, l'ancienne aura du pays s'éteignit. Les coutumes et codes sociaux se perdirent chez le peuple ainsi que les traditions à mesure que les familles se christianisaient. Une aristocratie se forma, centralisée autour du palais.
Les rîtes et pratiques devinrent peu à peu reversées aux sociétés ou loges à la tête de chefferies.

## Géographie
La'djo est situé dans la région de l'Ouest de l'actuel Cameroun. À son expansion maximale, le pays couvrait une surface approximative de 1 170 km2 et était limité par les chefferies Bana, Mbapouonto, Badoumgia, Baleng et la partie non occupée de Bafoussam à sa partie ouest. À l'est, La frontière de La'djo est partagée avec le Royaume bamoun sur la majorité du Noun.
Le climat annuel du pays se divise en deux phases : la saison sèche et la saison humide. Les températures varient de 13° à 23° en basse-saison et de 23° à 30° en haute-saison. On compte 1 600 mm de pluies par an.
La région de l'ouest est une surface montagneuse et de haute altitude, la végétation est abondante et est développée sur l’ensemble de la surface, riche en eucalyptus. Elle présente une organisation démographique en bocage, c'est-à-dire constitué de maisons isolées les unes des autres par de vastes champs et plantations.

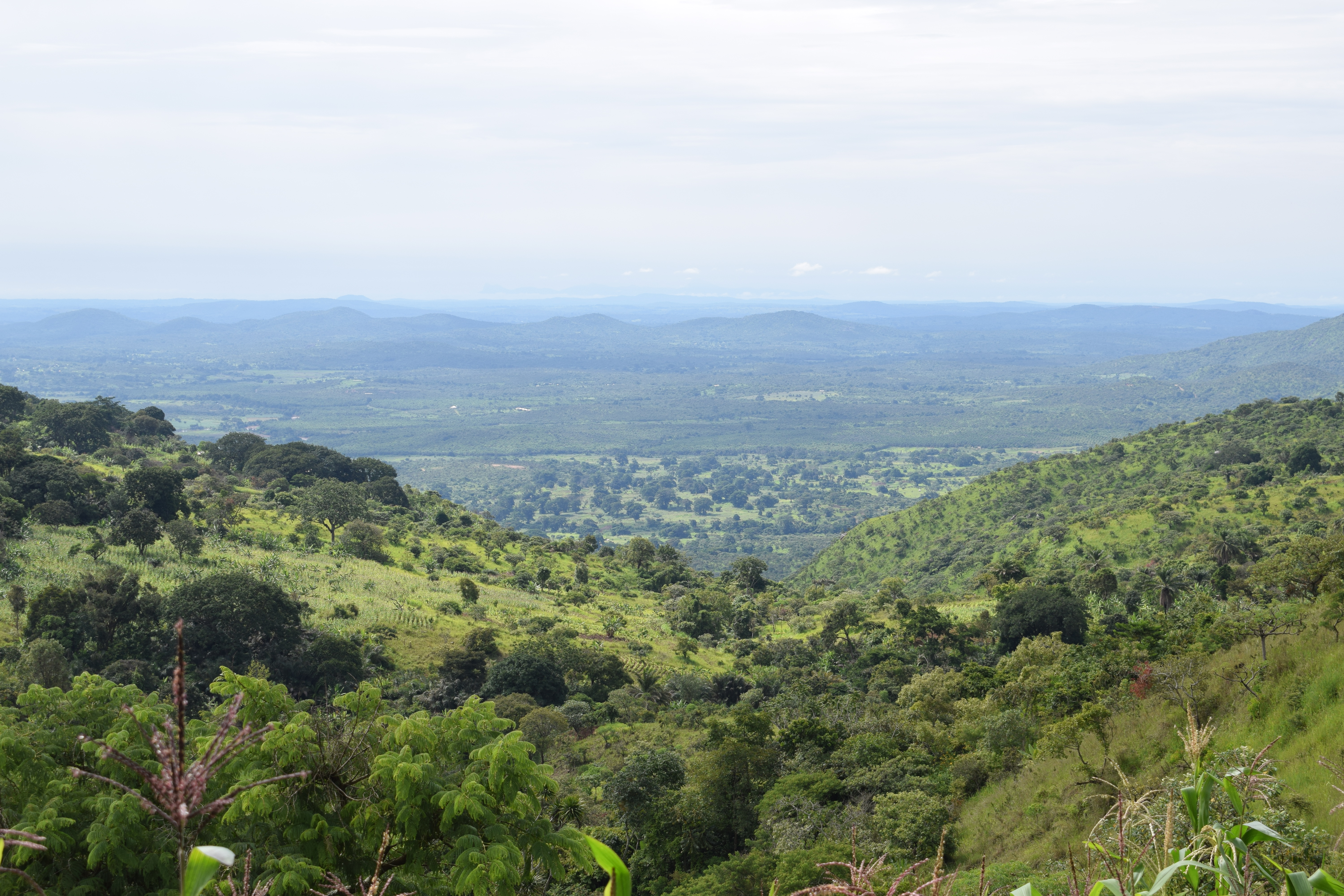
Vallée du Noun depuis Bandjoun
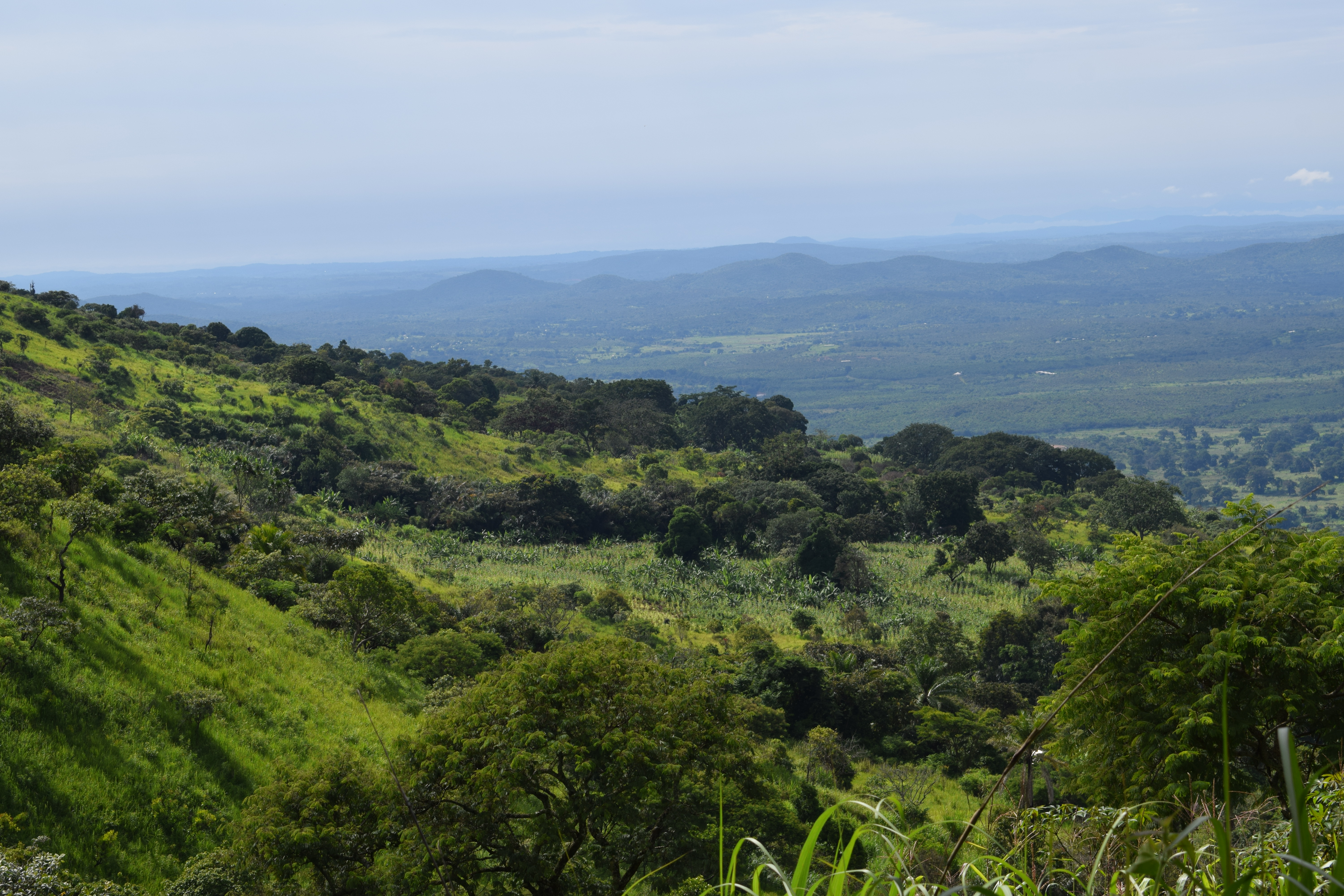
Vallée du Noun depuis Bandjoun
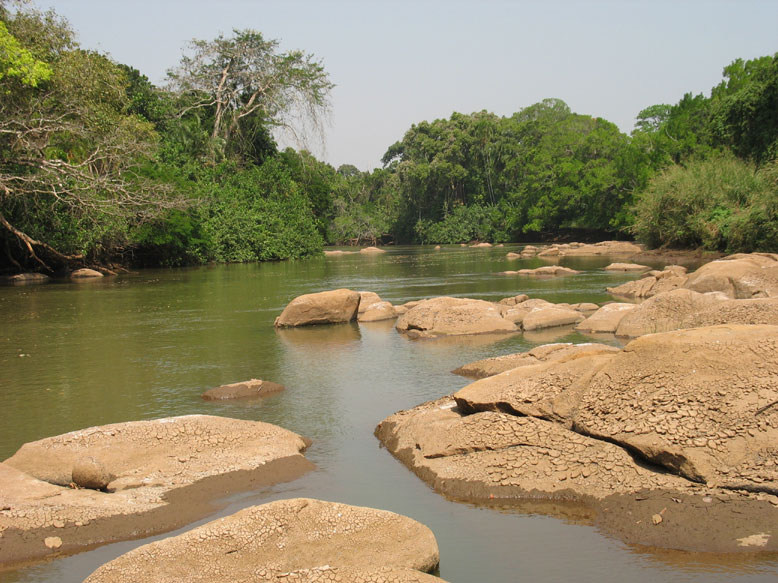
Rivière du Noun, frontière entre Bandjoun et Bamoun.
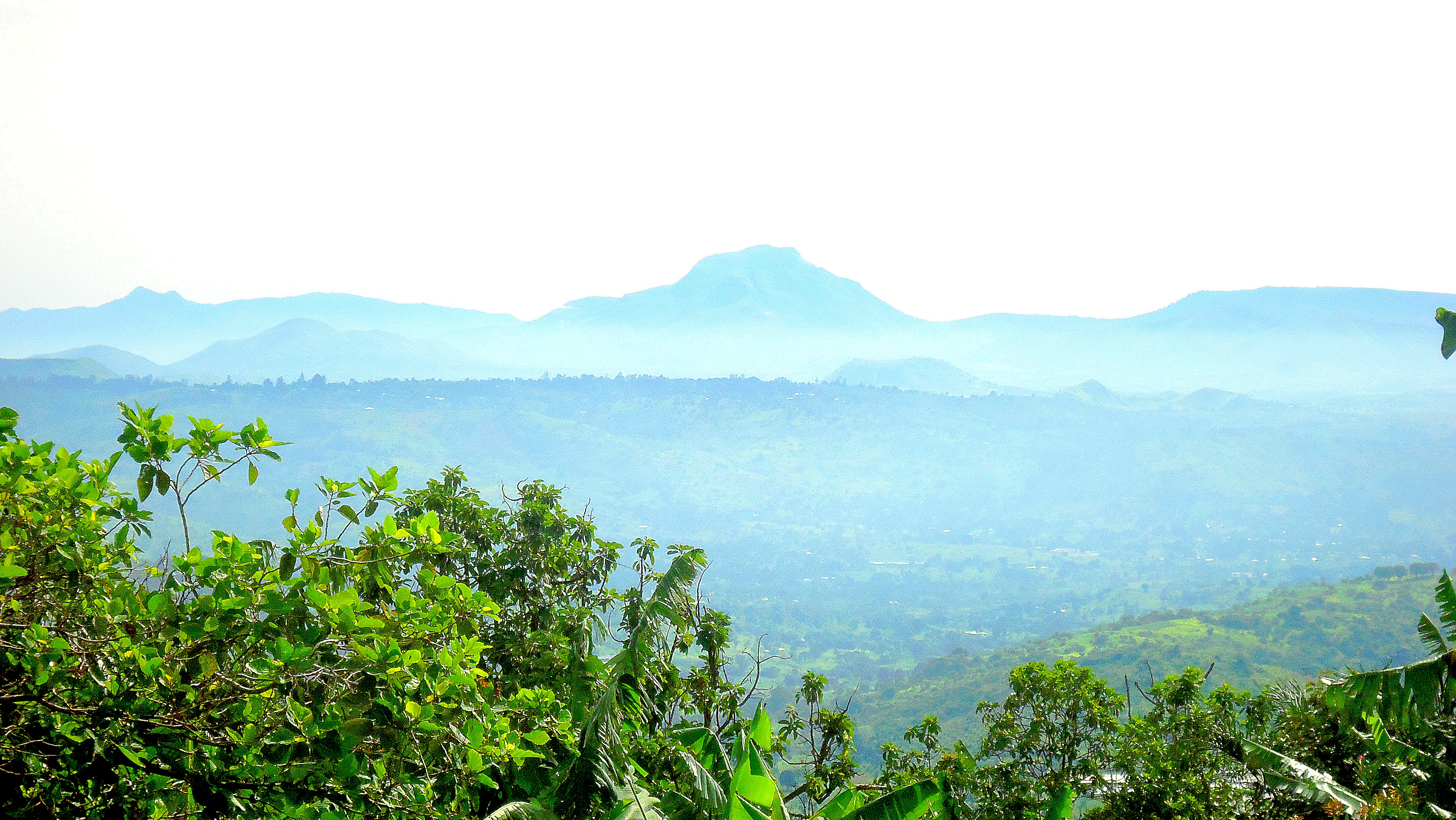
Paysage de Bandjoun

## Langue
Le GHOMALA est une langue parlée par les Bandjoun. Il fait partie du groupe Bamiléké central, une des langues Bantu de l'Ouest du Cameroun. En réalité, les langues actuelles sont le résultat d'une longue évolution, s'étendant sur des milliers d'années, à partir d'une langue originelle utilisé par les Proto-Bantu, il y a environ 5000 ans. C'est pour cette raison que la région présente une densité et une diversité linguistiques parmi les plus élevées d'Afrique. Les langues du Grassfield sont donc génétiquement très proches les unes des autres, partageant 55% de leur vocabulaire provenant d'une base locale. Elles sont également plus similaires entre elles que celles parlées en périphérie de cette région du Cameroun.

## Culture
À l'instar des civilisations africaines, l'art y est un moyen d'expression privilégié, marqueur de la culture et aussi de l'organisation sociale, politique, économique et religieuse.